# 特蕾西·D·霍爾
特蕾西·D·霍爾（英語：Tracie D. Hall）是一名美國圖書館員、作家、策展人和藝術倡導者，於2020年起擔任美國圖書館協會的執行主任。霍爾是該協會自1876年成立以來第一位領導該協會的非裔美國婦女。2023年，她被《時代》雜誌評為全球百大最具影響力人物之一。

## 生平
霍爾在洛杉磯的沃茲社區出生和長大。
1991年，霍爾在加利福尼亞大學聖巴巴拉分校獲得法律和社會以及非洲裔美國人研究的雙文學學士學位。她後來在耶魯大學獲得國際研究的文學碩士學位，並在華盛頓大學資訊學院獲得圖書館和資訊科學碩士學位（MLIS），在那裡她師從斯賓塞·肖。她在2004年獲得《圖書館雜誌》頒發的「推動者和搖擺者獎」。。市長艾迪·培瑞茲將2月13日定為「特蕾西·霍爾日」，以表彰她對康乃狄克州哈特福市社區的服務。

## 職業生涯
在被任命為美國圖書館協會執行主任之前，霍爾曾擔任喬伊斯基金會文化項目的主任。她還擔任過芝加哥文化事務和特別活動部的副專員。在圖書館，霍爾是皇后圖書館的副主席、多明尼克大學圖書館和資訊科學研究生院的助理院長。2003年至2006年，她是美國圖書館協會多樣性辦公室的主任。。在她職業生涯的早期，她曾在西雅圖公立圖書館和哈特福公立圖書館工作，並在聖莫尼卡經營一個無家可歸者收容所。在私營部門，她曾在波音公司的全球企業公民部擔任社區投資戰略師。
霍爾是Rootwork畫廊的創始人和策展人，該畫廊是2016年在芝加哥成立的實驗藝術空間。她曾擔任芝加哥藝術學院的訪問策展人，以及南康乃狄克州立大學、維思大學和美國天主教大學的訪問教授。霍爾是一位詩人和劇作家，曾是Cave Canem基金會的研究員。
2022年，國家圖書基金會宣布霍爾為2022年美國文學界傑出服務文學獎得主。
2023年，霍爾被《時代》雜誌評為全球百大最具影響力人物之一。

## 著作和演講
霍爾曾寫過關於社區轉型、數位鴻溝、社區不投資、被監禁者的閱讀權和消除資訊貧困的文章。她撰寫了關於圖書館行業多樣性需求的基礎性工作。
霍爾經常在學術會議上發言。她於2022年在紐約州立大學水牛城分校發表波賓斯基講座：「資訊公平的緊迫性」。2022年，她還在康乃狄克州圖書館協會做了主題演講：「資訊紅線：圖書館在瓦解日益擴大的社會經濟鴻溝中的作用」。
霍爾於2020年在英國圖書館協會發表主旨演講：「資訊紅線：縮小社會經濟鴻溝的緊迫性和圖書館作為主要干預者的作用」。2009年，霍爾在義大利波隆納舉行的國際圖書館協會和機構聯合會上發表主題演講：「有遠見的圖書館學能夠改變世界的10種方式」。

## 外部連結
- About Books with Tracie Hall of the American Library Association （页面存档备份，存于）, CSPAN